# Weronika Korthals
Weronika Korthals-Tartas (ur. 9 stycznia 1982 w Pucku) – polska piosenkarka, kompozytorka, dyrygentka i animatorka kultury.

## Wczesne lata
Jest Kaszubką. Urodziła się w Pucku, a większość dzieciństwa spędziła w Połczynie, gdzie uczyła się w Szkole Podstawowej im. Antoniego Abrahama. Pochodzi z rodziny o muzycznych tradycjach: jej ojciec grał na akordeonie i harmonijce ustnej, a matka amatorsko śpiewała. Ma dwóch starszych braci, Tadeusza i Hieronima.
Ukończyła szkołę muzyczną I stopnia w klasie skrzypiec. Będąc w szkole muzycznej, grała na skrzypcach w zespole ludowym. Ukończyła z wyróżnieniem Akademię Muzyczną w Gdańsku (specjalność: dyrygentura chóralna oraz wokalistyka).

## Kariera
W 1999 została laureatką programu TVP2 Szansa na sukces; zaśpiewała piosenkę „Nie ma miłości bez zazdrości” w odcinku poświęconym twórczości Violetty Villas. W 2001 zajęła pierwsze miejsce w odcinku Szansy na sukces poświęconym utworom z musicalu Metro. W latach 2001–2002 występowała w musicalu Metro. W 2002 wzięła udział w przesłuchaniach do drugiej edycji programu rozrywkowego Polsatu Idol, jednak odpadła na etapie półfinałów.
W latach 2004–2009 była wokalistką zespołu Ha-Dwa-O!, z którym m.in. wystąpiła w 2005 z utworem „Cud” w koncercie Premier w ramach 42. Krajowego Festiwalu Piosenki Polskiej w Opolu i z utworem „Popatrz na mnie” wystartowała w koncercie Piosenka dla Europy 2006. Obie piosenki znalazły się na ich jedynym wspólnym albumie studyjnym pt. Cud z 2006.
Od 2009 działa solowo, od tamtej pory wydała sześć płyt: Na wiedno (2009), Velevetka (2011), W darënkù na Gòdë (2014), On (2015) i Więcej wierzyć (2020), Norda (2023). W 2012 uczestniczyła w drugiej edycji programu Bitwa na głosy jako jedna z chórzystek w drużynie Macieja Miecznikowskiego.

## Osiągnięcia
- 2000 – Wyróżnienie na Międzynarodowym Festiwalu Malwy 2000
- 2001 – I miejsce w konkursie recytatorskim (kategoria: poezja śpiewana) na szczeblu wojewódzkim
- 2001 – Nagroda publiczności na 46. Ogólnopolskim Konkursie Recytatorskim (kat.: poezja śpiewana)
- 2002 – I miejsce na Ogólnopolskim Festiwalu Piosenki Polskiej w Kołobrzegu GAMA 2002; jury – Barbara Trzeciak-Pietkiewicz, Jarosław Kukulski, Kuba Wojewódzki, Czesław Majewski
- 2008 – I miejsce w Konkursie na Gdańską Piosenkę („Bursztynowy Gdańsk”, muzyka: Weronika Korthals-Tartas, słowa: Łukasz Tartas)
- 2009 – I miejsce na Ogólnopolskim Festiwalu "Bursztynowe Mikrofony", Gdynia 2009 .("Nowy Jork, 7:05", muzyka Weronika Korthals-Tartas, słowa: Łukasz Tartas)
- 2010 – Tytuł "Kaszubski Artysta Roku 2009" przyznany przez słuchaczy Radio Kaszëbë
- 2010 – Występ na Festiwalu Piosenki Polskiej w Opolu, koncert Piosenka jest dobra na wszystko (piosenka "Portugalczyk Osculati")
- 2013 – Nagroda Remusa za wybitne osiągnięcia artystyczne
- 2015 – I miejsce na Ogólnopolskim Festiwalu Fetting Festiwal (poezja ks. Jana Twardowskiego)
- 2016 – Skra Ormuzdowa, nagroda przyznawana przez Kolegium Redakcyjne i zespół redakcyjny „Pomeranii”
- 2021 – I miejsce na VI Ogólnopolskim Festiwalu  "Alleluja, czyli Happy Day"
- 2022 – Srebrna Tabakiera Abrahama za działalność na rzecz Pomorza i Kaszub
- 2023 – Reprezentowanie Polski na Misja Eurowizja Song Contest[8]

## Dyskografia
Albumy solowe
| Tytuł             | Dane dot. albumu                                   |
| ----------------- | -------------------------------------------------- |
| Na wiedno         | - Data: 19 grudnia 2009 - Wydawca: North Studio    |
| Velevetka         | - Data: 28 listopada 2011 - Wydawca: Polskie Radio |
| W darënkù na Gòdë | - Data: 6 grudnia 2014 - Wydawca: Malvision        |
| On                | - Data: 3 lipca 2015 - Wydawca: Soliton            |
| Więcej wierzyć    | - Data: 24 kwietnia 2020 - Wydawca: Soliton        |
| Norda             | - Data: 02 maja 2023 - Wydawca: Soliton            |

Single
| „Wcyg òd nowa" (Weronika Korthals i Łukasz Tartas)     | 2011 |                                       |
| "Falalalala" (Weronika Korthals i The Coast)           | 2013 |                                       |
| "Nieba sprzątanié"                                     | 2014 |                                       |
| "Aniołów bal" (Weronika Korthals i Marcin Molendowski) | 2014 |                                       |
| "Do dna" (gościnnie: Grzegorz Skawiński)               | 2014 | —                                     |
| "Dodóm"                                                | 2014 |                                       |
| "Moknę"                                                | 2015 | 26                                    |
| "Sprawiedliwość"                                       | 2015 | Radio PiK Top Jazz 2                  |
| "Dziękuję Ci po prostu za to, że jesteś"               | 2016 | Radiowa Jedynka 1                     |
| "Mówiã Kaszëbë"                                        | 2016 |                                       |
| "Płoń"                                                 | 2020 | Radio Warszawa 1, Radio Via Rzeszów 2 |
| "—" singel nie był notowany.                           |      |                                       |

Inne
| Album                                                      | Rok  | Uwagi                                                     | Źródło |
| ---------------------------------------------------------- | ---- | --------------------------------------------------------- | ------ |
| Kancelarya – Jeśli tylko chcesz... zabiorę Cię             | 2000 | Członkini zespołu                                         | [ 14 ] |
| Tomasz Łosowski – CV                                       | 2003 | Gościnnie śpiew                                           | [ 15 ] |
| Kaszebi na Góde – kolędy i pastorałki po kaszubsku         | 2003 | Gościnnie śpiew                                           |        |
| Kaszebi na Góde II – kolędy i pastorałki po kaszubsku      | 2004 | Gościnnie śpiew                                           |        |
| Jestem - Dla Ciebie czas                                   | 2004 | Członkini zespołu                                         |        |
| Ha-Dwa-O! – Cud                                            | 2006 | Członkini zespołu                                         | [ 14 ] |
| Lud Hauza - Pompa Funebris                                 | 2007 | Gościnnie śpiew                                           |        |
| Kapela Przyjaciela i Goście - Dekada                       | 2007 | Gościnnie śpiew                                           |        |
| Manijoce – Kolędy i pastorałki                             | 2007 | Gościnnie śpiew                                           | [ 14 ] |
| Najpiękniejsze polskie kolędy (kompilacja)                 | 2010 | Weronika Korthals i Natalia Szroeder – "Dzysô z Betlejem" | [ 16 ] |
| 4razywroku - Kaszubska Ziemia                              | 2011 | Gościnnie śpiew, skrzypce                                 |        |
| Fala Dobra - płyta z kolędami                              | 2011 | Kierownictwo muzyczne, gościnnie śpiew                    |        |
| Miłota - po kaszubsku o miłości (różni wykonawcy)          | 2012 | Autorka muzyki, kierownictwo muzyczne, gościnnie śpiew    |        |
| TARTA z truskawkami kaszubskimi (kompilacja)               | 2014 | Weronika Korthals i Łukasz Tartas - "Wcyg òd nowa"        |        |
| Zamalënił sã mak - piosenki kaszubskie dla dzieci          | 2019 | Autorka muzyki                                            |        |
| ZoZi - Ważne sprawy (piosenki edukacyjne dla dzieci)       | 2019 | Autorka muzyki                                            |        |
| 4razywroku - Moja Piaśnica                                 | 2020 | Gościnnie śpiew                                           |        |
| ZoZi - Ważne i ważniejsze (piosenki edukacyjne dla dzieci) | 2020 | Autorka muzyki                                            |        |
| Słuchowisko Mariolka i ji przigòdë                         | 2021 | Gościnnie śpiew, autorka muzyki                           |        |
| Kartki z Katynia                                           | 2021 | Członkini zespołu                                         |        |
| ZoZi - To też ważne (piosenki edukacyjne dla dzieci)       | 2022 | Autorka muzyki                                            |        |
| Paweł A. Nowak - Na Kaszëbach 2                            | 2023 | Gościnnie śpiew                                           |        |

## Teledyski
| Tytuł                                      | Rok  | Reżyseria                   |
| ------------------------------------------ | ---- | --------------------------- |
| "Na Kaszëbach"                             | 2010 | Bartłomiej Kunc             |
| "Dzysô z Betlejem" (oraz Natalia Szroeder) | 2010 | Malvision                   |
| "Wcyg òd nowa" (oraz Łukasz Tartas)        | 2011 | Malvision                   |
| "Było, minęło"                             | 2012 | Malvision                   |
| "Wyruszam więc"                            | 2013 | Malvision                   |
| "Dodóm"                                    | 2014 | Malvision                   |
| "Do dna" (gościnnie: Grzegorz Skawiński)   | 2015 | Radosław Moenert            |
| "Nie wiadomo komu"                         | 2015 | Tadeusz Korthals, Malvision |
| "Gòdë z dzecynnëch lat"                    | 2015 | Tadeusz Korthals, Malvision |
| "Nieba sprzątanié"                         | 2015 | Tadeusz Korthals, Malvision |
| "Żal"                                      | 2016 | Łukasz Łysk                 |
| "Bibkôj, môłi Bòże"                        | 2016 | Łukasz Łysk                 |
| "Dwa słowa w darënkù"                      | 2017 | Łukasz Łysk                 |
| "Wstrzymam czas"                           | 2018 | Bartłomiej Kunc             |
| "Ostatni raz"                              | 2018 | Bartłomiej Kunc             |
| "Póki morze"                               | 2019 | Łukasz Łysk                 |
| "Chwilo trwaj... niedługo"                 | 2019 | Bartłomiej Kunc             |
| "Płoń"                                     | 2020 | Tadeusz Korthals, Malvision |
| "Nurtów mijania nie zatrzymasz"            | 2020 | Tadeusz Korthals, Malvision |
| "O Panie, przebacz mej myśli"              | 2020 | Tadeusz Korthals, Malvision |
| "Dzieci"                                   | 2020 | Tadeusz Korthals, Malvision |
| "Gwiazda nie wzeszła w Noc Wigilijną"      | 2020 | Tadeusz Korthals, Malvision |
| "Przëszlë do mie"                          | 2021 | Tadeusz Korthals, Malvision |
| "Miłość mi wszystko wyjaśniła"             | 2021 | Łukasz Łysk, Malvision      |
| "Kaszëbsczé jezora"                        | 2021 | Tadeusz Korthals, Malvision |
| "A jakże"                                  | 2022 | Karolina Drewnik            |
| "Dze za lasã mòrze"                        | 2023 | Tadeusz Korthals, Malvision |
| "To są moje strony"                        | 2023 | Tadeusz Korthals. Malvision |
| "Pôłczëno drodżé"                          | 2023 | Tadeusz Korthals, Malvision |